# Giambattista Raimondi
Giambattista Raimondi, o Giovanni Battista Raimondi (Napoli, 1536 – Roma, 1614), è stato un filosofo, matematico e orientalista italiano.

## Biografia
Nacque a Napoli, figlio del cremonese Alessandro.
Viaggiò molto in Oriente acquisendo un'approfondita conoscenza dell'arabo, dell'armeno, del siriaco e dell'ebraico. Nominato professore di matematica al Collegio della Sapienza di Roma nel 1576, contribuì alla rinascita del platonismo contro l'aristotelismo, che dominava la vita intellettuale dell'epoca.
Tradusse in latino diversi trattati di matematica: i Data di Euclide (dal greco), Le coniche di Apollonio di Perga (da una versione araba). Fu autore di molti commentari, specialmente su alcuni libri della Synagoge, nota anche come Collectiones mathematicae, di Pappo di Alessandria e sui trattati di Archimede. Fu membro dell'accademia fondata da Cinzio Passeri Aldobrandini, nipote di papa Clemente VIII da parte della sorella, Giulia Aldobrandini.
Raimondi è celebre soprattutto per essere stato il primo direttore scientifico della «Stamperia orientale medicea» (o Typographia Medicea linguarum externarum), fondata nel 1584 a Roma dal cardinale Ferdinando de' Medici. L'attività principale svolta dalla Stamperia fu, con l'appoggio di Papa Gregorio XIII, la pubblicazione di libri nelle diverse lingue orientali per favorire la diffusione delle missioni cattoliche in Oriente. Raimondi formò un gruppo di ricerca costituito da Giovanni Battista Vecchietti (1552-1619), inviato pontificio ad Alessandria d'Egitto e in Persia, dal fratello Gerolamo (1557 - ca. 1640), da Paulo Orsino di Costantinopoli, neofita ebreo convertito, e dal frate domenicano Tommaso da Terracina.
In un periodo in cui la Santa Sede intratteneva buone relazioni diplomatiche con la dinastia Safavide, al potere in Persia dal 1501, essi riuscirono a recuperare diversi manoscritti della Bibbia in lingue orientali. Furono portati a Roma più di una ventina di testi biblici ebraici e giudeo-persiani, tra cui i libri del Pentateuco, tra i pochi sopravvissuti ai giorni nostri.
Nel 1587 la tipografia fu trasferita a Firenze, in conseguenza dell'elezione di Ferdinando a Granduca di Toscana. Nel 1590 fu avviata la stampa delle opere. Furono pubblicate dapprima una Grammatica ebraica e una Grammatica caldea. Seguirono: due edizioni bilingui (arabo-latino) dei Vangeli (1590-1591), di cui furono tirate tremila copie; un compendio del Libro di Ruggero di al-Idrisi (datato 1592); Il canone della medicina di Avicenna (1593). Nel 1596 il Granduca vendette la Stamperia a Raimondi, il quale a sua volta la cedette al figlio di Ferdinando, Cosimo II, salito al trono nel 1609. Nel 1614 la Stamperia chiuse poiché la realizzazione di volumi nelle lingue orientali non si era rivelata economicamente conveniente. Uno degli ultimi libri pubblicati fu una grammatica araba intitolata Liber Tasriphi, specificamente dedicata alle coniugazioni dei verbi.
Il grande progetto di Raimondi, che egli peraltro non riuscì a realizzare, fu quello di pubblicare una Bibbia poliglotta comprendente le sei lingue principali del cristianesimo orientale: siriaco, armeno, copto, ge'ez, arabo e persiano.
Oggi i manoscritti appartenuti alla Stamperia orientale medicea sono disseminati in diverse istituzioni: la Biblioteca Medicea Laurenziana di Firenze, la Biblioteca Nazionale Centrale di Firenze, la Biblioteca apostolica vaticana, la Biblioteca nazionale Vittorio Emanuele III di Napoli, la Biblioteca nazionale Marciana di Venezia e la Biblioteca nazionale di Francia a Parigi.